# マテウ・モレイ
マテウ・ジャウメ・モレイ・バウサ（Mateu Jaume Morey Bauza, 2000年3月2日 - ）は、スペイン・バレアレス諸島州マヨルカ島ペトラ出身のサッカー選手。RCDマジョルカ所属。ポジションはDF。

## クラブ経歴
2016年にFCバルセロナの育成組織「ラ・マシア」に入所。当初からユース世代のスペイン代表の主力として活躍していたこともあり、2017年末にはマンチェスター・ユナイテッドFC、FCバイエルン・ミュンヘン、ユヴェントスFCといったいった有力チームが、モレイの獲得に興味を持っていると報じられた。その後怪我に苦しみながらも、トップチーム昇格が確実視されていた中、2019年7月2日にボルシア・ドルトムントと5年契約を締結した。
2024年7月5日、RCDマジョルカに移籍した。

## 代表歴
2017年からユース世代のスペイン代表で活躍。UEFA U-17欧州選手権では優勝に貢献し、2017 FIFA U-17ワールドカップでも準優勝を経験した。